# Championnat de Mauritanie de football 2014-2015
Navigation
Édition précédente Édition suivante
La saison 2014-2015 du Championnat de Mauritanie de football est la trente-sixième édition de la Première Division, le championnat national de première division en Mauritanie. Le championnat reprend sa formule habituelle, à savoir une poule unique où les équipes se rencontrent deux fois au cours de la saison. Les deux derniers du classement final sont relégués et remplacés par les deux meilleurs clubs de deuxième division.
C'est le FC Tevragh Zeïna qui remporte la compétition cette saison après avoir terminé en tête du classement, avec un seul point d'avance sur l'ASC SNIM et quatre sur l'ACS Ksar. C'est le second titre de champion de Mauritanie de l'histoire du club après celui remporté en 2012.

## Participants
- ASC Nasr Zem Zem
- ASC SNIM
- ACS Ksar
- ASAC Concorde
- ADK Moderne
- ASC Kédia
- ASC Ittihad Assaba
- ASC Itihad Sélibaby - Promu de D2
- FC Tidjikja Sebkha
- ASC Guemeul Satara
- FC Nouadhibou
- FC Tevragh Zeïna
- ASC Police - Promu de D2
- ASC Armée Nationale

## Compétition

### Classement
Le classement est établi sur le barème de points suivant : victoire à 3 points, match nul à 1, défaite à 0.
| Rang | Équipe               | Pts | J  | G  | N | P  | Bp | Bc | Diff |
| ---- | -------------------- | --- | -- | -- | - | -- | -- | -- | ---- |
| 1    | FC Tevragh Zeïna     | 60  | 26 | 18 | 6 | 2  | 52 | 14 | +38  |
| 2    | ASC SNIM             | 59  | 26 | 18 | 5 | 3  | 54 | 18 | +36  |
| 3    | ACS KsarC            | 56  | 26 | 16 | 8 | 2  | 54 | 13 | +41  |
| 4    | ASAC Concorde        | 51  | 26 | 15 | 6 | 5  | 48 | 20 | +28  |
| 5    | FC NouadhibouT       | 48  | 26 | 14 | 6 | 6  | 44 | 17 | +27  |
| 6    | FC Tidjikja Sebkha   | 39  | 26 | 11 | 6 | 9  | 36 | 32 | +4   |
| 7    | ASC Armée Nationale  | 33  | 26 | 8  | 9 | 9  | 35 | 34 | +1   |
| 8    | ASC Kédia            | 29  | 26 | 7  | 8 | 11 | 26 | 42 | -16  |
| 9    | ASC Guemeul Satara   | 27  | 26 | 6  | 9 | 11 | 23 | 27 | -4   |
| 10   | ASC Ittihad Assaba   | 27  | 26 | 7  | 6 | 13 | 17 | 34 | -17  |
| 11   | ASC Nasr Zem Zem     | 26  | 26 | 6  | 8 | 12 | 18 | 33 | -15  |
| 12   | ASC PoliceP          | 24  | 26 | 6  | 6 | 14 | 32 | 45 | -13  |
| 13   | ADK Moderne          | 16  | 26 | 4  | 4 | 18 | 20 | 58 | -38  |
| 14   | ASC Itihad SélibabyP | 6   | 26 | 1  | 3 | 22 | 13 | 85 | -72  |

|  | Champion de Mauritanie 2014-2015                                                           |
|  | Relégation directe en deuxième division                                                    |
|  | T : Tenant du titre C : Vainqueur de la Coupe de Mauritanie P : Promu de deuxième division |

## Bilan de la saison
| Championnat de Mauritanie de football 2014-2015 |                             |
| Champion                                        | FC Tevragh Zeïna (2e titre) |
| Coupes et trophées                              |                             |
| Vainqueur de la Coupe de Mauritanie 2014-2015   | ACS Ksar                    |
| Qualifications continentales                    |                             |
| Ligue des champions de la CAF 2016              | Aucun                       |
| Coupe de la confédération 2016                  | Aucun                       |
| Promotions et relégations                       |                             |
| Promus en Première division                     | AS Garde Nationale          |
| Promus en Première division                     | FC Toujounine               |
| Relégués en Deuxième division                   | ADK Moderne                 |
| Relégués en Deuxième division                   | ASC Itihad Sélibaby         |